# Патера (планетология)

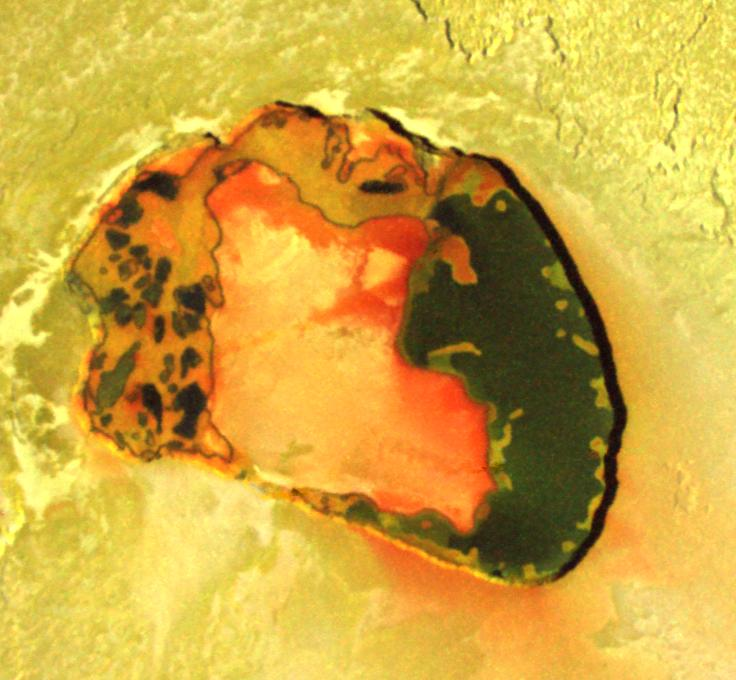
Патера Тупана (Tupan Patera) на Ио

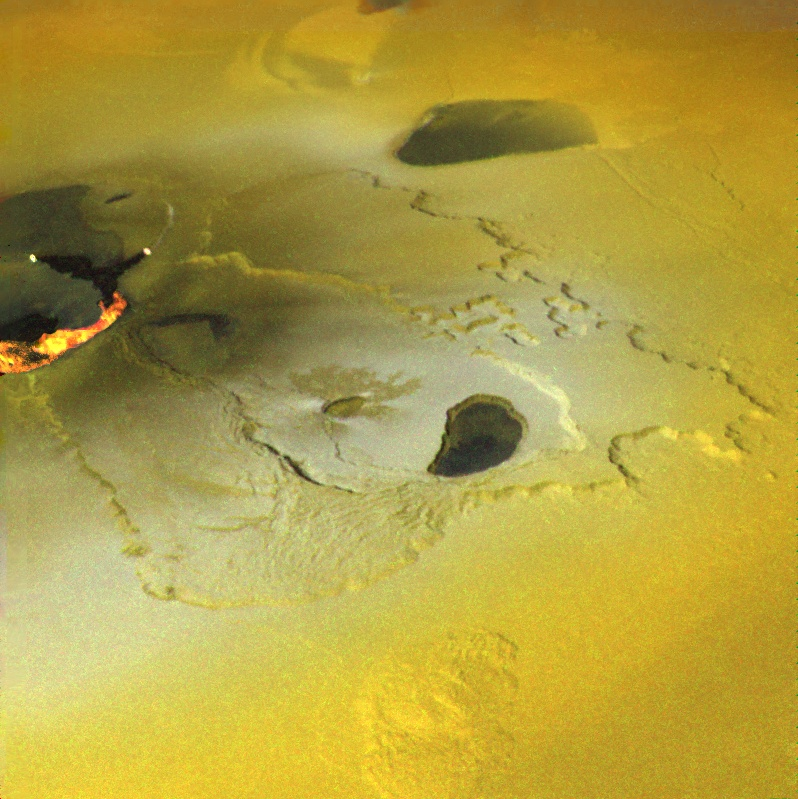
Патеры Тваштара (Tvashtar Paterae) на Ио

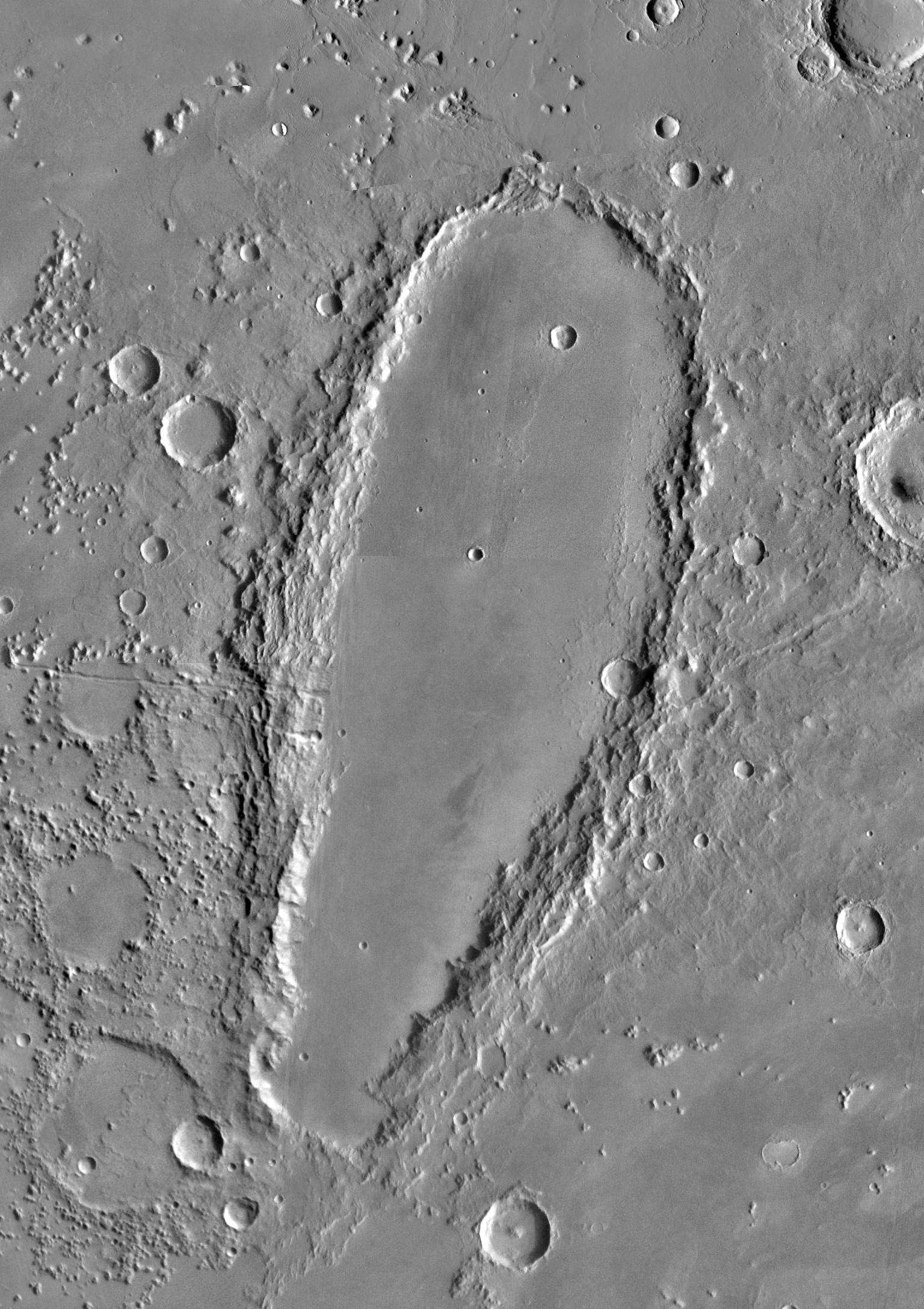
Патера Орк (Orcus Patera) на Марсе

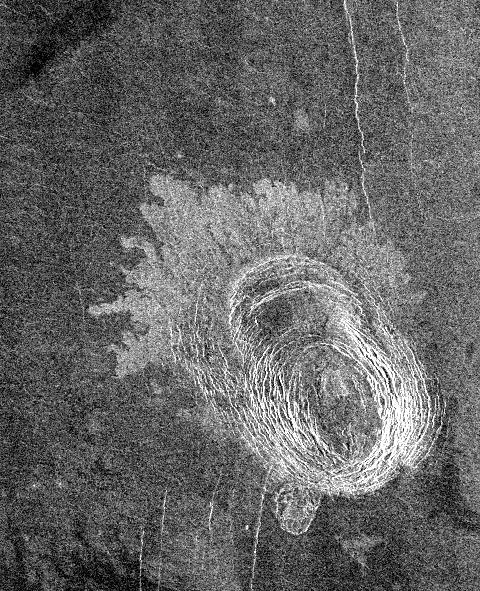
Патера Сакс (Sachs Patera) на Венере

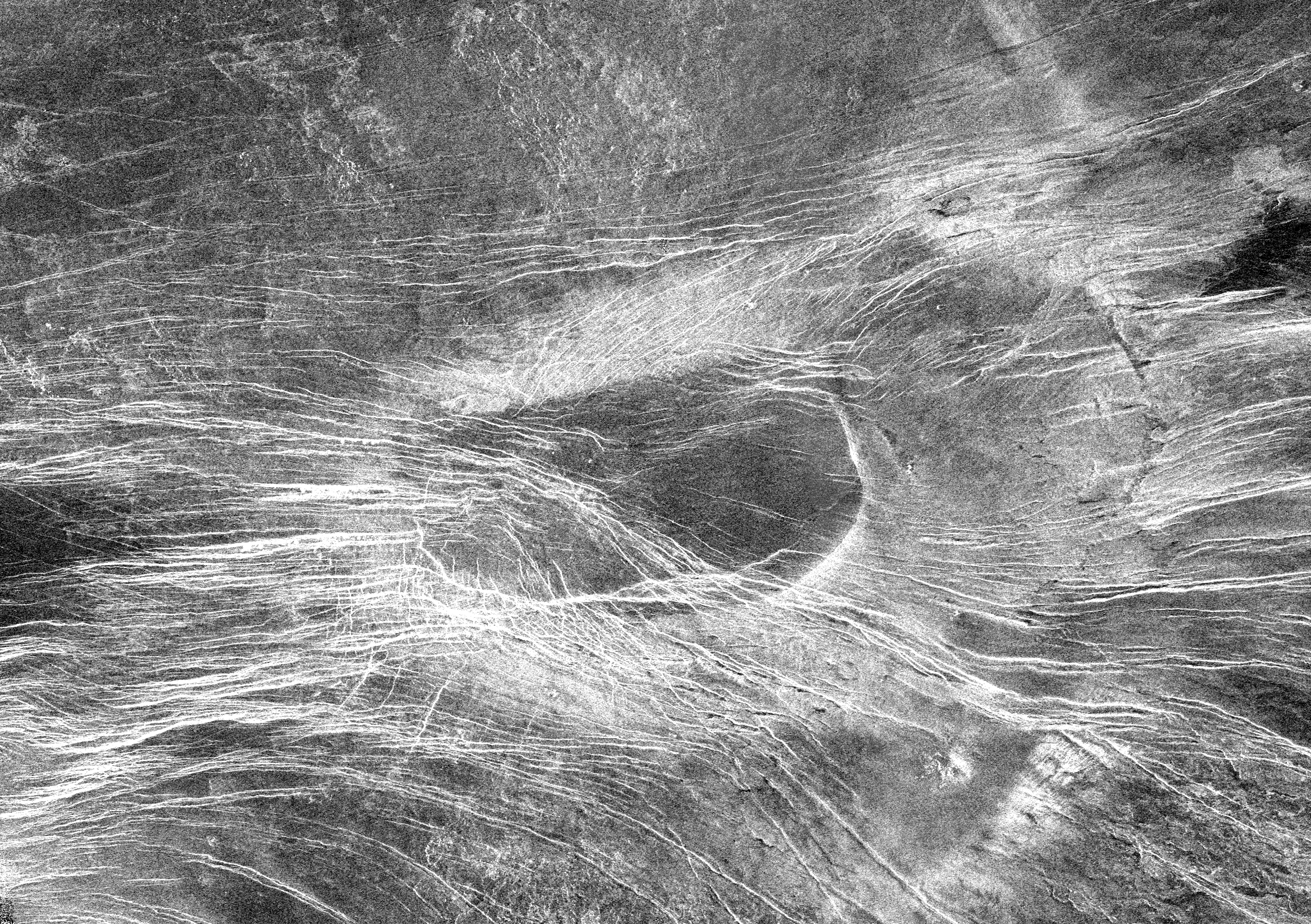
Патера Вовчок (Vovchok Patera) на Венере

Патера (лат. patera, мн. ч. paterae) — внеземной кратер неправильной формы или с неровными краями. Большинство патер являются вулканическими кратерами. Название взято из латинского языка, где оно означает неглубокую чашу, применявшуюся в античной культуре для подношений вина богам и других целей.
Термин «патера» используется в планетной номенклатуре — входит в состав названий объектов. В международных названиях (записываемых латинским алфавитом и утверждённых Международным астрономическим союзом) слово Patera, как и другие термины планетной номенклатуры, пишется с большой буквы и стоит после собственно названия (например, Dazhbog Patera — патера Дажьбога), а в русских — с малой и располагаются, как правило, перед названием. Кроме того, данный термин используется просто как характеристика (и может быть применён даже к безымянному объекту).

## Природа патер
Термин «патера», как и другие термины планетной номенклатуры, не служит указанием на происхождение объекта, а лишь описывает его внешний вид. Большинство патер Марса, Венеры и Ио являются вулканическими кратерами или кальдерами, а некоторые (например, марсианская патера Орк) — вероятно, ударными. По крайней мере некоторые патеры Тритона и единственная (по состоянию на 2015 год) наименованная патера Титана — патера Сотра — скорее всего, являются кратерами криовулканов. Иногда в числе определяющих признаков патер называют малую глубину. Чёткой границы между патерами и обычными кратерами нет.

## Названия патер
Собственные названия с данным термином, как правило, дают кратерам низких — щитовых — вулканов (когда сам вулкан малозаметный и названия «не заслуживает»). Кратеры высоких вулканов обычно остаются безымянными, зато название получает сам вулкан.
Геологический термин «горная патера» (англ. highland patera), в отличие от номенклатурного термина «патера», касается всего вулкана.
Термин «патера» (вместе с 12 другими терминами планетной номенклатуры) был введён в употребление в 1973 году на XV Генеральной ассамблее МАС. Тогда были названы 9 марсианских патер, отснятых космическим аппаратом «Маринер-9» в 1972–1973 годах.
По состоянию на март 2015 термин Patera или Paterae есть в названии 249 объектов: 144 на Ио, 73 на Венере, 20 на Марсе, 6 на Ганимеде, 5 на Тритоне и 1 на Титане.
Патеры на разных небесных телах называют по-разному:
- на Венере — в честь выдающихся женщин;
- на Марсе — именами соседних деталей альбедо на картах Джованни Скиапарелли или Эжена Антониаде;
- на Ио — в честь богов, богинь и героев, связанных с огнём, Солнцем, громом или вулканами, мифических кузнецов, а также названиями соседних центров извержений;
- на Ганимеде — именами временных рек (вади) Плодородного полумесяца;
- на Титане — в честь божеств счастья, мира и согласия разных народов. Но единственная (по состоянию на 2015 год) наименованная патера Титана носит имя норвежского острова Сотра, унаследованное от удалённого с карты названия факулы Sotra Facula[25];
- на Тритоне — разными названиями, связанными с водой (например, именами мифических существ или местностей), кроме названий греческого и римского происхождения.